# Marengo
Marengo je mykaná nebo česaná příze z černých vlněných vláken s příměsí 3-5 % jemného bílého materiálu.
Z marengové příze se vyrábí tkaniny v plátnové nebo keprové vazbě. Po valchování a dekatování se na tmavošedém až černém podkladu tkaniny vytváří pevný vlas s nepatrným bílým ojíněním.
Pod označením marengo se tkaniny používají především na pánské svrchní ošacení,  méně známé jsou marengo příze na ruční pletení. 